# Цибори-Хшчони
Цибори-Хшчони (пол. Cibory-Chrzczony) — село в Польщі, у гміні Завади Білостоцького повіту Підляського воєводства.
Населення — 47 осіб (2011).
У 1975-1998 роках село належало до Ломжинського воєводства.

## Демографія
Демографічна структура станом на 31 березня 2011 року:
|          | Загалом | Допрацездатний вік | Працездатний вік | Постпрацездатний вік |
| -------- | ------- | ------------------ | ---------------- | -------------------- |
| Чоловіки | 20      | 1                  | 12               | 7                    |
| Жінки    | 27      | 10                 | 10               | 7                    |
| Разом    | 47      | 11                 | 22               | 14                   |